# س. هوارد كرين
س. هوارد كرين (بالإنجليزية: C. Howard Crane)‏ هو مهندس معماري أمريكي، ولد في 13 أغسطس 1885، وتوفي في 14 أغسطس 1952.

## روابط خارجية
- س. هوارد كرين على موقع أوليمبيديا (الإنجليزية)